# FitzRoy Somerset (5e baron Raglan)
FitzRoy John Somerset, 5e baron Raglan (6 novembre 1927 - 24 janvier 2010) est un pair britannique.

## Biographie
Il est le fils de FitzRoy Somerset (4e baron Raglan) et de Julia Hamilton. Il épouse Alice Baily, fille de Peter Baily, en 1973 et divorcent en 1981. Ils n'ont pas d'enfants.
Raglan est le président de l'association caritative pour l'égalité Parity. Il est le patron du Bugatti Owners' Club, propriétaires et exploitants du célèbre Prescott Speed Hill Climb, près de Cheltenham, Gloucestershire.
Le 5e baron est décédé aux premières heures du 24 janvier 2010 à l'hôpital Nevill Hall d'Abergavenny, dans le Monmouthshire à l'âge de 82 ans.
Le titre est passé à son frère cadet, Geoffrey Somerset (6e baron Raglan), mais il lègue le siège de la famille, Cefntilla Court (en), à un neveu, Henry van Moyland de Los Angeles, et non au baron ou à ses héritiers.